# Rederangsee
Die Rederangsee ist ein See auf dem Gebiet der Stadt Waren (Müritz) im Landkreis Mecklenburgische Seenplatte in Mecklenburg-Vorpommern. Das Gewässer liegt innerhalb der Schutzzone I (Kernzone) des Müritz-Nationalparks.
Das Gewässer befindet sich etwa sieben Kilometer südöstlich von Waren. Mit einer maximalen Länge von 1900 Metern und einer maximalen Breite von 1400 Metern hat es eine Oberfläche von 200 Hektar; mit den künstlichen Wasserflächen im Norden des Großes Bruch kommen noch einmal 12,6 Hektar hinzu. Der stark verschilfte See liegt inmitten des Sumpflandes am Ostufer der Müritz. Über einen Graben entwässert der See zur Müritz.
Das Gebiet um das Gewässer ist sumpfig. Im Norden des Gewässers liegt das Waldgebiet Federower Dickungen.
Von Federow aus gelangt mit dem Rad oder zu Fuß zu einer Beobachtungsplattform. Zur Zugzeit der Kraniche kann man sich den Führungen vom Nationalparkzentrum Federow aus anschließen.

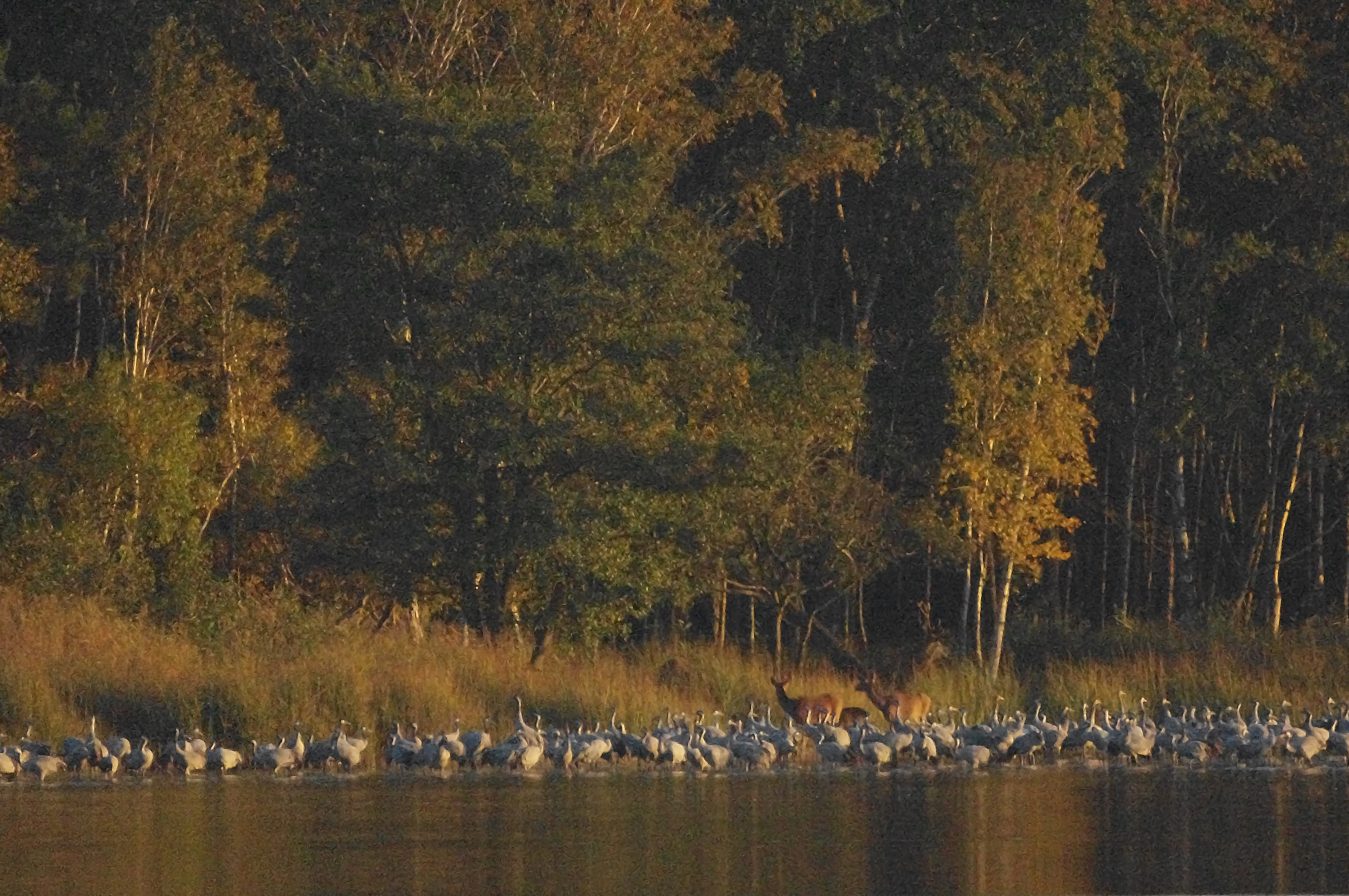
Kraniche und Hirsche: Blick von der Beobachtungsplattform in der Zugzeit im Herbst